# Ilimpeja
Ilimpeja (ros. Илимпея)  – rzeka w azjatyckiej części Rosji, w Kraju Krasnojarskim, lewy dopływ rzeki Dolna Tunguzka.
Źródła rzeki znajdują się na wzgórzu Ljurczan wyżyny Środkowosyberyjskiej, następnie rzeka płynie przez tajgę. Uchodzi do rzeki Dolna Tunguzka.  W okresie od listopada do początku maja jest zamarznięta. Nie jest żeglowna z powodu licznych progów.